# Senòsid
Un senòsid (o senna) és un fàrmac usat per tractar el restrenyiment i buidar l'intestí gros abans de la cirurgia. S'administra via oral o via el recte. L'efecte s'inicia en minuts quan s'administra pel recte i en unes dotze hores si es fa via oral. És un laxant més suau que l'oli de ricí o el bisacodil.
No es recomana el seu ús a llarg termini 